# Linz AG

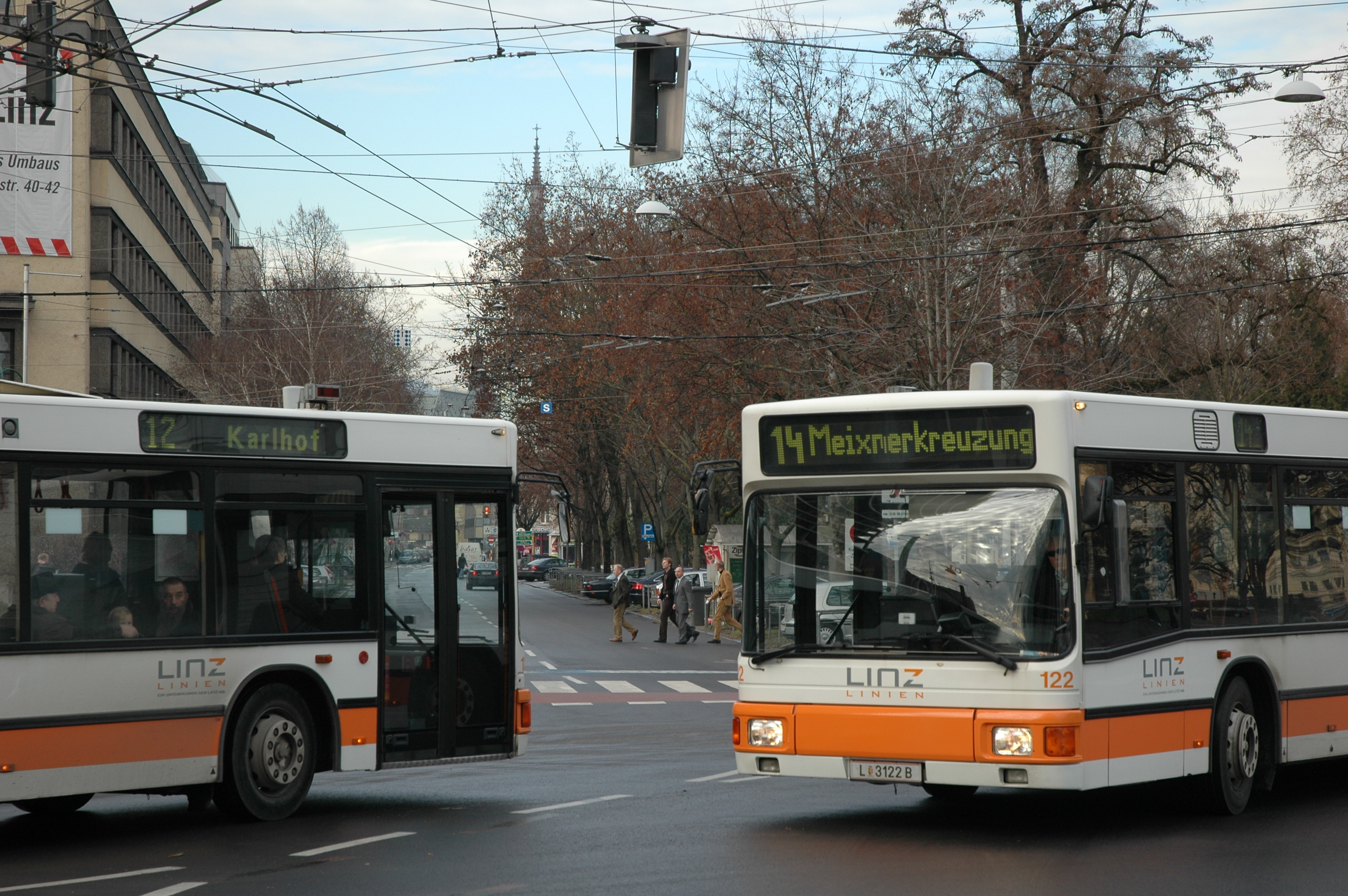
Autobusy Mercedes i MAN

Linz AG – przedsiębiorstwo komunalne w Linzu zarządzające m.in. tramwajami, autobusami i trolejbusami. Właścicielem jest miasto Linz.
Największą spółką zależną jest Linz Linien GmbH.